# 180秒能讓你的耳朵感到幸福嗎？
《180秒能讓你的耳朵感到幸福嗎？》（日語：180秒で君の耳を幸せにできるか？）是由INDIVISION與EKACHI EPILKA製作的日本原創電視動畫，內容以ASMR為題材的短篇故事構成，於2021年10月15日首播。

## 登場人物
澤家月光（聲：三上枝織）
鏡秋水（聲：三森铃子）
澤家陽光（聲：和氣杏未）
澤家雨讀（聲：伊藤加奈惠）
奈奈子（聲：芹澤優）
加奈子（聲：古賀葵）
二郎（聲：速水獎）

## 各話列表
| 話數 | 日文標題 | 中文標題                  | 劇本     | 分鏡     | 演出               | 作畫監督           | 總作畫監督 |
| ---- | -------- | ------------------------- | -------- | -------- | ------------------ | ------------------ | ---------- |
| 1    |          | 3分鐘，竹製掏耳棒         | 逢緣奇演 | 葛西良信 | 葛西良信           | 柴田篤史、小岩井文 | 野口孝行   |
| 2    |          | 3分鐘，鈦合金掏耳棒       | 逢緣奇演 | 葛西良信 | 葛西良信           | 柴田篤史、BigOwl   | 野口孝行   |
| 3    |          | 3分鐘，風鈴與蟬。冰的聲音 | 逢緣奇演 | 葛西良信 | 葛西良信           | 柴田篤史、BigOwl   | 野口孝行   |
| 4    |          | 3分鐘，碳酸水             | 逢緣奇演 | 葛西良信 | 葛西良信           | BigOwl             | 野口孝行   |
| 5    |          | 3分鐘，嬰兒棉棒           | 逢緣奇演 | 葛西良信 | 葛西良信           | 柴田篤史、BigOwl   | 野口孝行   |
| 6    |          | 3分鐘，護手霜             | 逢緣奇演 | 葛西良信 | 葛西良信           | BigOwl             | 野口孝行   |
| 7    |          | 3分鐘，捏捏球             | 逢緣奇演 | 葛西良信 | 內堀雅人、葛西良信 | BigOwl             | 野口孝行   |
| 8    |          | 3分鐘，硬漢               | 逢緣奇演 | 葛西良信 | 內堀雅人、葛西良信 | BigOwl             | 野口孝行   |
| 9    |          | 3分鐘，OL生活音           | 逢緣奇演 | 葛西良信 | 內堀雅人、葛西良信 | BigOwl             | -          |
| 10   |          | 3分鐘，成為寶寶           | 逢緣奇演 | 葛西良信 | 內堀雅人、葛西良信 | BigOwl             | -          |
| 11   |          | 3分鐘，電動挖耳勺撓耳     | 逢緣奇演 | 葛西良信 | 內堀雅人、葛西良信 | BigOwl             | -          |
| 12   |          | 3分鐘，最後一話，全員集合 | 逢緣奇演 | 葛西良信 | 內堀雅人           | BigOwl             | 野口孝行   |

## 外部連結
- 電視動畫《180秒能讓你的耳朵感到幸福嗎？》官方網站 （页面存档备份，存于）（日語）
- 電視動畫《180秒能讓你的耳朵感到幸福嗎？》的X（前Twitter）（日語）